# Prva crnogorska fudbalska liga 2012-2013
La Prva crnogorska fudbalska liga 2012-2013 (prima lega calcistica montenegrina 2012-2013), conosciuta anche come T-Com 1.CFL 2012-2013 per ragioni di sponsorizzazione, è stata la 9ª edizione di questa competizione, la 7ª come prima divisione del Montenegro indipendente. La vittoria finale è stata appannaggio del Sutjeska, al suo 1º titolo.
Capocannoniere del torneo fu Admir Adrović (Budućnost), con 15 reti.

## Novità
Il Bokelj è retrocesso in seconda divisione dopo aver concluso la stagione 2011-2012 all'ultimo posto. Al suo posto, è stato promosso il Čelik Nikšić, vincitore della seconda divisione ed anche della coppa nazionale.

Terzultima e penultima classificata, Dečić e Berane, hanno affrontato rispettivamente Jedinstvo Bijelo Polje e Mornar, terza e seconda classificata di seconda divisione, negli spareggi promozione-retrocessione. Le vincenti, Jedinstvo Bijelo Polje e Mornar, hanno conquistato un posto in Prva Liga, con Dečić e Berane in seconda divisione.

## Formula
In stagione le squadre partecipanti furono 12 : 9 che mantennero la categoria dalla stagione precedente e 3 promosse dalla seconda divisione.
Le 12 squadre disputarono un girone andata-ritorno; al termine delle 22 giornate ne disputarono ancora 11 secondo uno schema prefissato (totale 33 giornate), al termine di queste l'ultima fu retrocessa, mentre la penultima e la terzultima disputarono i play-out contro la seconda e terza classificata della Druga crnogorska fudbalska liga 2012-2013.
Le squadre qualificate alle coppe europee furono quattro: La squadra campione si qualificò alla UEFA Champions League 2013-2014, la seconda e la terza alla UEFA Europa League 2013-2014. La squadra vincitrice della coppa del Montenegro fu anch'essa qualificata alla UEFA Europa League.

## Squadre
| Club                   | Città        | Stadio                  | Posizione 2011-2012     |
| ---------------------- | ------------ | ----------------------- | ----------------------- |
| Budućnost              | Podgorica    | Stadio pod Goricom      | Campione del Montenegro |
| Čelik Nikšić           | Nikšić       | Stadion Željezare       | 1° in Seconda divisione |
| Grbalj                 | Radanovići   | Stadion u Radanovićima  | 9º posto                |
| Jedinstvo Bijelo Polje | Bijelo Polje | Gradski Stadion         | 3° in Seconda divisione |
| Lovćen                 | Cettigne     | Stadion Obilića Poljana | 6º posto                |
| Mladost Podgorica      | Podgorica    | Mladost stadion         | 7º posto                |
| Mogren                 | Budua        | Stadion Lugovi          | 4º posto                |
| Mornar                 | Antivari     | Stadion Topolica        | 2° in Seconda divisione |
| Petrovac               | Castellastua | Stadion pod Malim brdom | 5º posto                |
| Rudar Pljevlja         | Pljevlja     | Gradski Stadion         | 2º posto                |
| Sutjeska               | Nikšić       | Stadion kraj Bistrice   | 8º posto                |
| Zeta                   | Golubovci    | Stadion Trešnjica       | 3º posto                |

## Classifica
|       | Pos. | Squadra                | Pt | G  | V  | N  | P  | GF | GS | DR  |
| ----- | ---- | ---------------------- | -- | -- | -- | -- | -- | -- | -- | --- |
|       | 1.   | Sutjeska               | 65 | 33 | 20 | 5  | 8  | 50 | 31 | +19 |
| [ 2 ] | 2.   | Budućnost              | 60 | 33 | 17 | 9  | 7  | 57 | 38 | +19 |
|       | 3.   | Čelik Nikšić           | 53 | 33 | 15 | 8  | 10 | 41 | 35 | +6  |
|       | 4.   | Grbalj                 | 51 | 33 | 13 | 12 | 8  | 41 | 21 | +20 |
|       | 5.   | Rudar Pljevlja         | 51 | 33 | 15 | 6  | 12 | 42 | 40 | +2  |
|       | 6.   | Mladost Podgorica      | 39 | 33 | 9  | 12 | 12 | 39 | 48 | −9  |
|       | 7.   | Petrovac               | 38 | 33 | 8  | 14 | 11 | 36 | 42 | −6  |
|       | 8.   | Zeta                   | 37 | 33 | 8  | 13 | 12 | 43 | 45 | −2  |
|       | 9.   | Lovćen                 | 37 | 33 | 11 | 4  | 18 | 36 | 52 | −16 |
|       | 10.  | Mogren (−1)            | 36 | 33 | 10 | 7  | 16 | 33 | 42 | −9  |
|       | 11.  | Mornar                 | 36 | 33 | 9  | 9  | 15 | 36 | 47 | −11 |
|       | 12.  | Jedinstvo Bijelo Polje | 36 | 33 | 9  | 9  | 15 | 31 | 45 | −14 |

Legenda:
      Campione di Montenegro e ammessa alla UEFA Champions League 2013-2014.
      Ammesse alla UEFA Europa League 2013-2014.
  Partecipa ai play-out.
      Retrocesse in Druga crnogorska fudbalska liga 2013-2014.
Regolamento:
Tre punti a vittoria, uno a pareggio, zero a sconfitta.
Note:
Budućnost e Grbalj non hanno ottenuto dalla UEFA la licenza per disputare le coppe europee.
Il Mogren è stato penalizzato di 1 punto per non essersi presentato alla gara contro il Mladost alla 1ª giornata.

### Classifica avulsa
Per determinare le ultime 3 posizioni (una per la retrocessione diretta e due per i play-out) si è utilizzata la classifica avulsa:
|  | Pos. | Squadra                | Pt | G | V | N | P | GF | GS | DR |
|  | ---- | ---------------------- | -- | - | - | - | - | -- | -- | -- |
|  | 10.  | Mogren                 | 12 | 6 | 4 | 0 | 2 | 7  | 5  | +2 |
|  | 11.  | Mornar                 | 7  | 6 | 2 | 1 | 3 | 7  | 7  | 0  |
|  | 12.  | Jedinstvo Bijelo Polje | 7  | 6 | 2 | 1 | 3 | 5  | 7  | −2 |

```
Ulteriori scontri diretti: Mornar-Jedinstvo 0-0, 3-1 e 1-2
```

## Risultati
|           | Jed     | Bud     | Čel     | Grb     | Lov     | Mla     | Mog     | Mor     | Pet     | Rud     | Sut     | Zet     |
| --------- | ------- | ------- | ------- | ------- | ------- | ------- | ------- | ------- | ------- | ------- | ------- | ------- |
| Jedinstvo |         | 1-1 2-3 | 0-1     | 0-0     | 3-0     | 0-0 1-1 | 1-0     | 1-3 2-1 | 0-1     | 0-2 2-0 | 0-1     | 0-0 1-1 |
| Budućnost | 0-0     |         | 1-0     | 1-0 1-4 | 3-1 0-3 | 1-0     | 0-2 1-2 | 2-0 0-1 | 4-1 1-1 | 1-4     | 2-0     | 0-1     |
| Čelik     | 1-0 1-2 | 0-0     |         | 0-3     | 1-1 1-3 | 3-0 1-0 | 0-0     | 3-0     | 0-2     | 1-1     | 3-0 1-0 | 2-2 4-3 |
| Grbalj    | 2-1 4-1 | 1-2     | 2-0 2-3 |         | 2-0 3-0 | 1-0 4-1 | 0-0     | 2-0     | 0-0     | 4-0     | 0-0 1-1 | 2-0 1-1 |
| Lovćen    | 0-1 2-0 | 1-2     | 0-3     | 0-0     |         | 2-3     | 1-1 2-1 | 1-2 2-0 | 1-0 0-1 | 0-1     | 1-6     | 2-0 3-2 |
| Mladost   | 0-1     | 1-1 1-2 | 0-1     | 0-0     | 1-1 0-5 |         | 3-1     | 2-1 3-3 | 2-0 1-1 | 2-0     | 1-2     | 1-1     |
| Mogren    | 0-1 1-0 | 1-2     | 1-2 0-1 | 0-0 0-1 | 3-1     | 0-3     |         | 2-1     | 3-1     | 0-0     | 1-1 3-2 | 1-1 1-4 |
| Mornar    | 0-0     | 1-4     | 2-0 4-1 | 1-0 3-0 | 1-2     | 1-1     | 0-1 2-1 |         | 1-2 1-1 | 2-1     | 0-0 1-1 | 2-1     |
| Petrovac  | 0-3 0-1 | 1-1     | 0-0 2-0 | 0-0 1-1 | 2-1     | 3-1     | 0-0 2-2 | 1-2     |         | 1-2     | 2-2 1-2 | 0-0     |
| Rudar     | 1-1     | 2-1 3-4 | 1-3     | 1-0 0-2 | 3-0 1-2 | 1-0     | 1-0 3-2 | 3-2 3-1 | 1-0 2-1 |         | 0-1     | 1-1     |
| Sutjeska  | 3-0 4-1 | 1-0 1-3 | 0-0     | 1-0     | 2-0 2-1 | 1-1 2-3 | 0-2     | 2-1     | 2-1     | 2-0 1-1 |         | 2-1 2-0 |
| Zeta      | 2-1     | 1-3 0-0 | 3-1     | 2-2     | 1-1     | 0-0 5-0 | 2-1     | 0-1 0-0 | 3-4 2-2 | 1-3 0-2 | 1-0     |         |

## Spareggi
Mornar e Mogren (penultimo e terzultimo in prima divisione) sfidano Bokelj e Zabjelo (secondo e terzo in seconda divisione) per due posti in Prva crnogorska fudbalska liga 2013-2014.
| Squadra 1                                              | Totale | Squadra 2 | Andata     | Ritorno    |
| ------------------------------------------------------ | ------ | --------- | ---------- | ---------- |
|                                                        |        |           | 05.06.2013 | 09.06.2013 |
| Zabjelo                                                | 2 – 9  | Mogren    | 1 – 6      | 1 – 3      |
| Bokelj                                                 | 1 – 2  | Mornar    | 1 – 0      | 0 – 2      |
| Tutte le squadre rimangono nelle rispettive categorie. |        |           |            |            |

## Marcatori
| Gol |  |  | Giocatore        | Squadra           |
| --- |  |  | ---------------- | ----------------- |
| 15  |  |  | Admir Adrović    | Budućnost         |
| 14  |  |  | Žarko Korać      | Zeta              |
| 12  |  |  | Stevan Račić     | Čelik Nikšić      |
| 12  |  |  | Marko Šćepanović | Mladost Podgorica |
| 11  |  |  | Danilo Ćulafić   | Mornar            |
| 11  |  |  | Darko Karadžić   | Sutjeska          |
| 11  |  |  | Nikola Vujović   | Mogren            |
| 11  |  |  | Milan Đurišić    | Lovćen            |
| 10  |  |  | Nikola Ašćerić   | Grbalj            |
| 9   |  |  | Luka Rotković    | Mornar            |
| 9   |  |  | Đorđe Šušnjar    | Sutjeska          |
| 7   |  |  | Miroje Jovanović | Rudar Pljevlja    |
| 7   |  |  | Stefan Mugoša    | Budućnost         |
| 7   |  |  | Goran Vujović    | Mogren            |
| 7   |  |  | Miloš Đalac      | Grbalj            |